# Kopieniec (jezioro)
Kopieniec – jezioro w Polsce, w województwie pomorskim, w powiecie bytowskim, w gminie Czarna Dąbrówka. Zajmuje powierzchnię 11,16 ha.
Lustro wody położone jest na wysokości 126 m n.p.m.
Wśród ichtiofauny z jeziora podawane są: szczupak pospolity, okoń pospolity, karp, płoć, lin, leszcz, karaś pospolity, węgorz europejski.
Występuje oboczny wariant nazwy – Kleszczyniec. Identyfikator PRNG – 58029. Na mapie topograficznej w skali 1:25 000 w układzie 1965 jest częścią kompleksu trzech jezior o nazwie Jeziora Kopieniec.